# Neptis praslini
Espèce
Neptis praslini est une espèce de lépidoptères (papillons) de la famille des Nymphalidae. Elle est originaire d'Océanie.